# Chairacha
Re Chairacha, conosciuto anche come Chairacha Thirat (in lingua thai: สมเด็จพระไชยราชาธิราช) (... – Ayutthaya, 1546), è stato il tredicesimo sovrano del Regno di Ayutthaya, fondato nel 1350 da Ramathibodi I nell'odierna Thailandia.
Divenne re nel 1533 dopo aver fatto uccidere il nipote e predecessore Ratsada. Durante il suo regno proliferarono le armi da fuoco, introdotte in Siam dai portoghesi negli anni dieci del XVI secolo, e vi fu il primo scontro armato tra Ayutthaya ed i birmani del Regno di Toungoo.

## Biografia

### Il regno del padre
Era figlio di Ramathibodi II, durante il cui regno si erano registrati eventi di particolare importanza nella storia di Ayutthaya. I portoghesi avevano conquistato Malacca nel 1511, ponendo fine all'egemonia siamese sul sultanato, ma le ambasciate che gli europei avevano inviato ad Ayutthaya erano state accolte cordialmente e nel 1516 era stato stipulato un trattato che permetteva ai portoghesi di aprire uffici commerciali nella capitale e in altre città siamesi. Furono i membri di queste ambasciate i primi europei a giungere ad Ayutthaya, e l'apertura agli scambi commerciali con l'occidente sarebbe stata in seguito mantenuta da tutti i sovrani che succedettero a Ramathibodi II. I portoghesi avevano introdotto in questo periodo in Siam anche l'archibugio.
Anche nel regno di Ramathibodi II si erano rinnovati i conflitti tra Ayutthaya ed il Regno Lanna, che da oltre cento anni insanguinavano la regione senza che nessuno dei due Stati riuscisse a prevalere. Nel 1515, l'ennesima invasione delle truppe di Chiang Mai aveva visto la capitolazione di Kamphaeng Phet e Sukhothai, ma la reazione di Ayutthaya era stata in tale occasione decisiva. Dopo aver costretto alla fuga gli invasori, l'esercito comandato da Ramathibodi II e dai figli Athittayawong e Ek aveva inseguito i fuggitivi fino alle mura dell'odierna Lampang dove, al termine di un'aspra battaglia, la città era stata espugnata dai siamesi. Dal 1390, anno in cui ebbe luogo il primo conflitto tra i due Stati, fu questa la vittoria più significativa di Ayutthaya sui tradizionali rivali.
Ramathibodi II aveva inoltre promulgato una legge che aveva riformato il servizio di leva militare ed aveva introdotto diversi tipi di corvée per i cittadini che ne erano dispensati. Tale sistema sarebbe rimasto in vigore fino al regno di Rama V (dal 1868 al 1910), la cui nuova legge in materia si basò su modelli europei di quel tempo ed eliminò l'obbligo delle corvée.

### Il regno del fratello e del nipote
Ramathibodi II era morto improvvisamente nel luglio del 1529 ed era salito al trono il fratellastro di Chairacha Athittayawong, che aveva preso il nome regale Borommaracha IV ed aveva regnato per soli quattro anni, durante i quali l'unico evento significativo fu la spedizione di un'ambasciata a Chiang Mai per definire un trattato di pace. Nel 1530, il principe Tabinshwehti era salito al trono del Regno di Toungoo ed aveva iniziato l'espansione che avrebbe riunificato la Birmania nel 1545. L'evento riveste un grande significato in quanto, negli anni successivi, i birmani avrebbero intrapreso una serie di campagne militari che avrebbero portato alla capitolazione di Ayutthaya nel 1564.

### Ascesa al trono
Borommaracha IV era morto di vaiolo nel 1533 e gli era succeduto il figlio Ratsada, un bambino di cinque anni. Si presume che in quel periodo Chairacha fosse il governatore di Phitsanulok, un incarico che da alcuni decenni era appannaggio dell'erede al trono di Ayutthaya. Dopo soli cinque mesi, il piccolo Ratsada fu fatto uccidere da Chairacha, che si fece proclamare re di Ayutthaya nei primi mesi del 1534. I primi anni di regno furono all'insegna della pace e Chairacha fu impegnato nel miglioramento della navigabilità del Chao Phraya, il principale fiume del Siam centrale; in corrispondenza dell'odierna Bangkok fece scavare un canale che modificò il corso del fiume. Il vecchio corso diventò il tuttora esistente canale (klong) Bangkok Noi.
Al tempo di Chairacha, di particolare rilievo fu la costruzione nel centro di Ayutthaya del Wat Chi Chiang Sai, un enorme complesso templare le cui colonne arrivavano ad oltre 1,8 metri di spessore. Al suo interno fece scolpire la statua in bronzo del Phra Mongkhon Bophit, un Buddha nella posizione seduta del Bhumisparsamudra alto circa 12,5 metri senza il piedestallo. Il wat fu danneggiato più volte nel corso dei secoli fino a quando, nel 1639, fu raso al suolo per ordine del re Prasat Thong. Anche la grande statua fu danneggiata molte volte, ma è sempre stata ristrutturata, ed attualmente si trova all'interno del Vihan Mongkhon Bophit di Ayutthaya, sul terreno vicino al centrale Wat Phra Sri Sanphet.
Nel 1536, il sovrano introdusse la legge dell'ordalia, antica pratica giuridica secondo la quale l'innocenza o la colpevolezza dell'accusato venivano determinate, secondo la volontà divina, sottoponendolo ad una prova dolorosa o a un duello. Era ad esempio ritenuto innocente se non subiva danni camminando su carboni ardenti. 
Secondo le varie fonti siamesi del tempo, spesso in contraddizione tra loro, Chairacha ebbe alcune concubine e consorti di rango minore tra le quali la principessa Sri Sudachan, secondo alcuni discendente della dinastia di Uthong di Ramathibodi I, il fondatore del regno. Da Sri Sudachan ebbe i principi Yot Fa, nato nel 1535, e Sri Sin, nato nel 1541. L'ambizione e la brama di potere di questa consorte si sarebbero rivelate fatali sia per Chairacha che per lo stesso Yot Fa.

### Scontri con le truppe del regno birmano di Toungoo
L'introduzione da parte dei portoghesi di nuove armi da fuoco aveva rivoluzionato il modo di combattere e durante il regno di Chairacha il numero di tali armi in Siam aumentò sensibilmente. Nel 1538, il sovrano ingaggiò 120 soldati portoghesi come propria guardia del corpo e per addestrare le truppe siamesi all'uso delle colubrine. La scelta fu dovuta anche all'espansionismo del Regno di Toungoo, che nel corso del lungo conflitto con il Regno di Hanthawaddy era arrivato in quel periodo ad occupare una città di frontiera tributaria del Siam. Con l'assistenza dei mercenari portoghesi, un'armata siamese sconfisse e scacciò i birmani, che a loro volta avevano ingaggiato mercenari portoghesi. I soldati europei di Ayutthaya furono ricompensati con denaro e con delle terre nel sud della città, dove costruirono le proprie residenze.
Questo primo vittorioso confronto segnò l'inizio di una lunga serie di guerre tra il Siam e la Birmania, che si sarebbero rivelate disastrose per entrambi i Paesi. Temendo che i birmani sconfinassero oltre il Saluen, Chairacha istituì posti di guardia lungo le frontiere tra i due Stati. In questo periodo, i birmani di Toungoo portarono a termine l'unificazione del Paese; avrebbero rivolto le attenzioni ad est nel 1548, l'anno della prima vera guerra contro Ayutthaya.

### Rottura dell'alleanza di Lan Xang
Sin dal regno di Ramathibodi I, Ayutthaya e Lan Xang avevano rinnovato l'alleanza con la politica dei matrimoni, in cui le principesse di ciascun regno venivano date in moglie al sovrano dell'altro regno. Nel 1539, re Phothisarat I di Lan Xang, probabilmente allarmato dalla politica espansionistica di Chairacha, ruppe la storica alleanza. Aderì alle richieste di un principe che si era ribellato al re di Ayutthaya ed inviò un esercito in Siam, che in attesa della battaglia si accampò a Vieng Phrangam, nella zona dell'odierna Lopburi. Il rifiuto dei siamesi di combattere spinse Phothisarat I ad ordinare il ritiro delle truppe.
L'anno successivo furono le truppe di Ayutthaya ad entrare nei territori di Lan Xang; dopo aver piegato le resistenze iniziali dei laotiani, oltrepassarono il Mekong e si accamparono nei pressi di Vientiane. Cinque giorni dopo ebbe luogo la cruenta battaglia con il grosso dell'esercito di Lan Xang, che ebbe la meglio provocando la morte di migliaia di siamesi e costringendo alla fuga i sopravvissuti. Malgrado la vittoria, il re laotiano non ottenne quanto si era prefisso e i siamesi non avrebbero dimenticato l'invasione che aveva posto fine all'alleanza.

### Coinvolgimento nella successione del Regno Lanna
Da qualche anno il Regno Lanna stava attraversando un periodo di crisi, diversi re si erano succeduti e in particolare era stato ucciso re Mueang Kesa nel 1545, che non lasciò eredi. Per la successione al trono si scatenò una lotta tra le varie fazioni nobiliari del regno, una delle quali richiese l'intervento di Ayutthaya per punire il regicida Sen Dao che si era impossessato della capitale Chiang Mai. Nel frattempo alcuni clan di Lanna si erano uniti a Chiang Saen, da dove avevano offerto il trono al principe laotiano Setthavongsa, già erede al trono di Lan Xang, la cui madre era una principessa di Chiang Mai discendente di Mangrai il Grande. I capi di quegli stessi clan fecero inoltre giustiziare Sen Dao e nominarono la reggente Chiraprapha in attesa dell'arrivo di Setthavongsa. Quando Chairacha giunse a Chiang Mai alla testa del proprio esercito nel giugno del 1545, venne a sapere che Sen Dao era morto, fu accolto con cordialità dalla reggente e fece ritorno in patria in settembre.
Al ritorno ad Ayutthaya, scoppiò in città un devastante incendio che distrusse gran parte dei templi, degli edifici reali e 10.050 case. In una stima condotta su tale disastro, si è calcolato che avessero resistito al fuoco i due terzi delle case, in ognuna delle quali vi abitavano in media 5 persone, e si era giunti alla conclusione che prima dell'incendio vivevano ad Ayutthaya 150.000 abitanti, più di quanti abitavano a Londra nello stesso periodo.

### Nuova spedizione a Lanna
In quegli stessi giorni, Chairacha venne a sapere che il principe Mekuti di Mueang Nai aveva cinto d'assedio Chiang Mai ed inviò un esercito agli ordini del governatore di Phitsanulok per prendere il controllo della situazione. Anche questa volta, prima dell'arrivo delle truppe siamesi la situazione si era stabilizzata. L'esercito di Chiang Mai aveva respinto l'attacco ed era giunto a soccorso anche un contingente da Lan Xang. Le truppe siamesi vennero informate della situazione quando arrivarono presso Lamphun, e quella stessa notte penetrarono in città e la misero a fuoco. Il giorno successivo arrivò il grosso dell'esercito al comando di Chairacha, che proseguì la marcia per attaccare Chiang Mai. L'assedio fu respinto dopo tre gironi di combattimento, e le truppe siamesi si ritirarono dopo aver distrutto alcuni templi e molte case fuori Chiang Mai. Sulla via del ritorno, l'esercito di Ayutthaya fu attaccato in tre diverse occasioni dalle truppe di Chiang Mai e dei suoi alleati e soffrì pesantissime perdite.

### Avvelenamento e successione
Nei suoi ultimi mesi di vita, Chairacha ebbe diversi problemi di salute e morì poco dopo essere tornato ad Ayutthaya dalla spedizione al nord, nel 1546. Al suo posto salì al trono il figlio Yot Fa, che aveva a quel tempo undici anni, mentre la consorte Sri Sudachan ottenne l'incarico di reggente. Secondo l'autobiografia dell'avventuriero portoghese Fernão Mendes Pinto, che soggiornò per qualche tempo a corte, il sovrano fu avvelenato dalla stessa Sri Sudachan, anche se non vengono forniti particolari su come sia riuscita a sfuggire alla punizione e ad essere anche nominata reggente. Pinto, che non gode della credibilità di buona parte degli studiosi di storia siamese, descrisse Chairacha come un sovrano generoso, caritatevole e gentile, ma soprattutto incorruttibile nell'amministrazione della giustizia e nella punizione dei criminali.
Il diplomatico e storico olandese Jeremias Van Vliet, direttore nel XVII secolo dell'ufficio di Ayutthaya della Compagnia olandese delle Indie orientali, descrisse re Chairacha IV nel seguente modo:

## Crisi dinastica
Dopo la morte di Borommaracha IV, si era aperto un periodo di crisi per Ayutthaya ed in particolare per la dinastia di Suphannaphum. Durante tale periodo, tutti i quattro sovrani che gli succedettero furono assassinati. Dopo l'avvelenamento di Chairacha, Sri Sudachan divenne la reggente del nuovo re Yot Fa, l'undicenne figlio di Chairacha. Nel 1548 fece uccidere il giovane sovrano ed ottenne che il trono fosse affidato al proprio amante Worawongsa, che come lei era membro della casa reale di Uthong. Dopo soli 57 giorni di regno, l'usurpatore Worawongsa e l'amante Sri Sudachan furono uccisi in un'imboscata e venne acclamato re Maha Chakkraphat, un altro fratellastro di Chairacha.
Maha Chakkraphat sarebbe stato il penultimo sovrano della dinastia di Suphannaphum ed avrebbe lasciato per due volte il trono al figlio Mahinthra. Ayutthaya fu invasa dall'esercito birmano del Regno di Toungoo e ne divenne uno stato vassallo nel 1564. La ribellione del 1568 fu soffocata dai birmani, che l'anno seguente avrebbero espugnato Ayutthaya, deportato l'intera famiglia reale ed issato sul trono siamese Maha Thammaracha, il capostipite della dinastia di Sukhothai.

## Chairacha nel cinema
- 2005 The King Maker - film d'avventura thailandese a sfondo storico diretto da Lek Kitaparaporn, incentrato sulle vicende di un mercenario portoghese al servizio di re Chairacha.